# Dismodicus alticeps
Dismodicus alticeps – gatunek pająka z rodziny osnuwikowatych.

## Opis
Długość ciała wynosi niecałe 2 mm. Karapaks pomarańczowy z promieniście rozchodzącymi się pasami, nieco dłuższy niż szeroki, ścięty u podstawy i zaokrąglony po bokach. Szczękoczułki, nogogłaszczki i odnóża pomarańczowe. Nadustek silnie wypukły w profilu. Oczy małe, oba rzędy nieco odchylone w tym samym kierunku. Sternum duże. Odwłok czarny. Kądziołki przędne pomarańczowe.

## Występowanie
Gatunek występuje na Alasce, w Kanadzie i północno-wschodnich Stanach Zjednoczonych.